# Guerilla Records
Guerilla Records was een Brits muzieklabel dat in bezit was van William Orbit. Het label speelde een belangrijke rol in de opkomst en ontwikkeling van progressive house.

## Geschiedenis
Guerilla Records werd in 1990 opgericht door William Orbit en Dick O'Dell. Platen werden uitgebracht met een camouflagelogo dat werd ontworpen door graficus Steven Cook. De eerste act op het label werd Bassomatic van Orbit zelf. Deze wist door te breken met de hit Fascinating Rhythm. Daarna werden er enkele acts getekend die het prille begin vormden voor de progressive house. Dit waren Spooky, D.O.P. en React 2 Rhythm. Voorts werden de Amerikaanse producers DJ Pierre en Felix Da Housecat aan het label verbonden. Orbit bracht in 1992 ook samen met zijn toenmalige vriendin Beth Orton de single Don't Wanna Know 'Bout Evil uit als Spill. Ook het Nederlandse Trance Induction bracht werk uit op het label. In 1995 wist het label de ontwikkelingen in de dancemuziek echter niet bij te benen en ging Guerilla Records failliet. In 2003 werd het bedrijf definitief ontbonden.

## Artiesten die werk uitbrachten op Guerilla
- William Orbit
- Spooky
- D.O.P.
- React 2 Rhythm
- DJ Pierre
- Felix Da Housecat
- Beth Orton
- Trance Induction
- Drum Club

## Artiestenalbums die uitgebracht zijn op Guerilla
- Bassomatic - In The Realm Of The Senses (1990)
- React 2 Rhythm - Whatever You Dream (1992)
- D.O.P. - Musicians Of The Mind (1992)
- Spooky - Gargantuan (1993)
- D.O.P. - Musicians Of The Mind  2 (1993)
- Trance Induction - Electrickery (1994)
- Moody Boyz- Product Of The Environment (1994)
- Lemon Sol - Environmental Architecture (1994)

## Bekende platen van Guerilla
- Bassomatic - Fascinating Rhythm (1990)
- React 2 Rhythm - Intoxication (1991)
- Spooky - Little Bullet (1993)